# Real War
Real War - Air Land Sea è un videogioco di strategia in tempo reale (RTS) della serie Real War, ambientato nelle guerre dei giorni nostri in cui si devono guidare le forze americane di terra, aria e mare (U.S. Force) o, viceversa, una forza terroristica, la Independent Liberation Army (I.L.A. Force). Come in ogni strategico in tempo reale, si dovranno accumulare risorse utili per le battaglie.
È stato pubblicato anche un seguito del gioco che è Real War: Rogue States.